# Tehén napok
A Tehén napok (Cow Days) a South Park című rajzfilmsorozat 26. része (a 2. évad 13. epizódja). Elsőként 1998. szeptember 30-án sugározták az Amerikai Egyesült Államokban.

## Cselekmény
Az epizód elején egy pár South Park-i utazást nyer a „Tehén napok” nevű fesztiválra egy tévés vetélkedő során. Habár nem túl lelkesek, úgy döntenek, elmennek és megpróbálják jól érezni magukat.
Eközben a fiúk sem találják igazán élvezetesnek a karnevált, de végül találnak egy játékot, melyben „eredeti” Terrance és Phillip babákat nyerhetnek. A célbadobós játékot azonban nem lehet megnyerni (a labdák túl nagyok, hogy beleférjenek a célpontba), ezért először „cinkelést” kiáltanak, majd inkább úgy döntenek, benevezik Cartmant egy rodeóversenyre, hogy a fődíjból folytathassák a játékot.
Ezalatt a tehenek felfedezik a fesztivál jelképét, egy óriási, tehén alakú órát, amely óránként bőgő hangot hallat; elrabolják és istenként kezdik tisztelni. A South Park-iak a látogatókat vádolják meg a lopással és börtönbe vetik őket.
A rodeóra való felkészülés során Cartman elesik és beveri a fejét. Ezután sajátos amnéziát kap, melynek következtében egy Ming Li nevű vietnámi utcalánynak képzeli magát. Ennek ellenére megnyeri a rodeót majd egy Leonardo DiCaprio-val töltött éjszaka után visszanyeri az emlékezetét.
A város vezetősége rátalál a tehenekre és az ellopott szoborra; a tehenek viszont inkább tömeges öngyilkosságba menekülnek előlük.
A karneváli árus beleegyezik, hogy a rodeó fődíjaként kapott pénzért cserébe odaadja a fiúknak a babákat. Azonban hamar kiderül, hogy azok csupán olcsó utánzatok és Kyle ismét bejelenti a „cinkelést”. Ez hatalmas felforduláshoz vezet, amely lerombolja az egész karnevált.
Az árusokat bebörtönzik, de rátalálnak az ártatlanul fogva tartott látogatókra is, akik időközben éhenhaltak. Végül a South Park-iak úgy határoznak, hogy eltussolják az ügyet.

## Kenny halála
- Kennyt felnyársalja egy elszabadult bika (amelyen korábban Cartman lovagolt).

## Utalások
- Cartman képzelgése, hogy vietnámi utcalánynak hiszi magát, hivatkozás az Acéllövedék című háborús filmre. Trey Parker egyszer azt állította, hogy Stanley Kubrick a kedvenc rendezői közé tartozik, ezért igyekszik a többi epizódban is utalásokat tenni a rendező műveire.

## Bakik
- Amikor Cartman próbál beletalálni a célpontba, két labdát dob el, a harmadik pedig eltűnik, majd különös módon megjelenik Kyle kezében.